# Close to a World Below
Close to a World Below – czwarty album studyjny amerykańskiej deathmetalowej grupy Immolation, który ukazał się 7 listopada 2000 roku nakładem Metal Blade. Zespół zakończył współpracę z tą wytwórnią we wrześniu 2001 roku.
Okładkę zaprojektował Andreas Marschall, również autor okładek wcześniejszych płyt: Dawn of Possession (1991), Here in After (1996) i Failures for Gods (1999).
Close to a World Below to drugi album Immolation nagrany w Millbrook Sound Studios z producentem Paulem Orofino i ostatni nagrany z udziałem gitarzysty Thomasa Wilkinsona, który odszedł z zespołu w 2001 roku.

## Lista utworów
1. "Higher Coward" (Immolation) – 5:00
2. "Father, You're Not a Father" (Immolation) – 5:02
3. "Furthest From the Truth" (Immolation) – 4:26
4. "Fall From a High Place" (Immolation) – 4:37
5. "Unpardonable Sin" (Immolation) – 4:34
6. "Lost Passion" (Immolation) – 5:40
7. "Put My Hand in the Fire" (Immolation) – 4:12
8. "Close to a World Below" (Immolation) – 8:30

## Twórcy
- Ross Dolan – śpiew, gitara basowa
- Thomas Wilkinson – gitara
- Robert Vigna – gitara
- Alex Hernandez – perkusja

## Wydania
Opracowano na podstawie materiału źródłowego.
| Rok wydania | Format | Numer katalogowy | Wytwórnia           |
| ----------- | ------ | ---------------- | ------------------- |
| 2000        | CD     | 3984-14349-2     | Metal Blade Records |
| 2000        | LP     | 3984-14349-1     | Metal Blade Records |